# محوطه گندآب خرند
محوطه گندآب خرند مربوط به هزاره اول قبل از میلاد است و در شهرستان مهدیشهر، در دره خرند واقع شده است. این اثر در تاریخ ۹ اردیبهشت ۱۳۸۲ با شمارهٔ ثبت ۸۶۱۹ به‌عنوان یکی از آثار ملی ایران به ثبت رسیده است.